# Plasma à pression atmosphérique
 (mars 2012).
Si vous disposez d'ouvrages ou d'articles de référence ou si vous connaissez des sites web de qualité traitant du thème abordé ici, merci de compléter l'article en donnant les références utiles à sa vérifiabilité et en les liant à la section « Notes et références ».

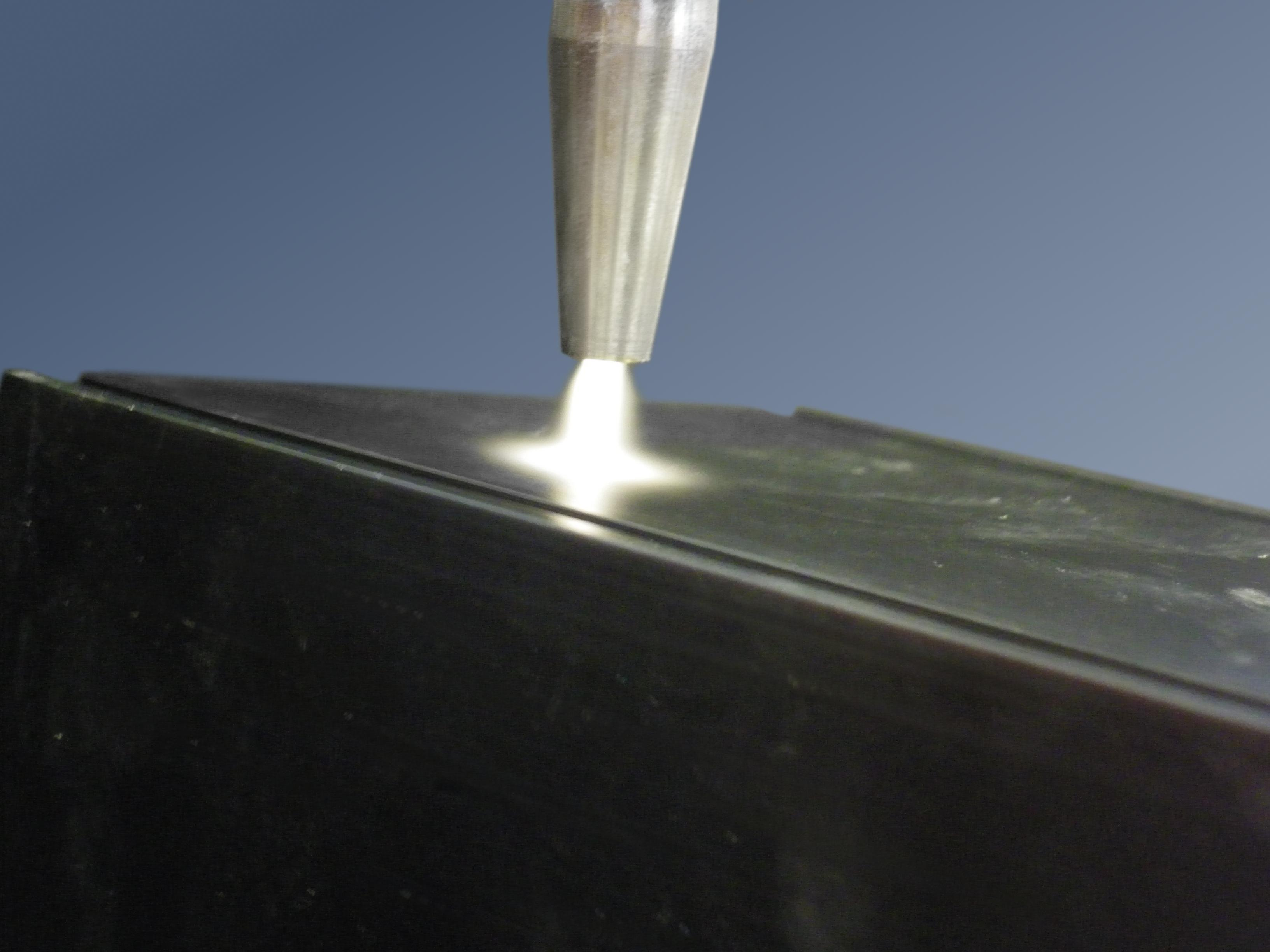
Buse de plasma à pression atmosphérique

Le plasma à pression atmosphérique (ou plasma à PA ou plasma froid) est le nom donné à une catégorie spéciale de plasma pour lequel la pression approche celle de l’atmosphère.

## Particularité technique
Le plasma à pression atmosphérique marque une nette différence avec le plasma basse et haute pression. En effet, contrairement  à ces derniers aucune enceinte de traitement n'est nécessaire. Ce type de plasma peut donc être utilisé directement sur ligne de production, évitant ainsi l'utilisation de vide qui est extrêmement onéreuse.

## Génération du plasma
Plusieurs formes d’excitations sont distinguées :
•	Excitation AC (courant alternatif) 

•	Excitation DC (courant continu) et excitation basse fréquence 

•	Excitation par ondes radios

•	Excitation par micro-ondes.
Seul le plasma atmosphérique par excitation AC atteint aujourd'hui un niveau d'utilisation significatif dans l'industrie.

## Principe d'une source à plasma atmosphérique
Le plasma est produit par une décharge électrique à travers un gaz. Une fois excité, le gaz est appliqué sur la surface à traiter. Ces opérations ont lieu successivement et de manière continue : le gaz est injecté dans une source, subit la décharge, puis sort de la source et s'applique sur la surface.
La maîtrise de la décharge électrique permet de limiter la température du gaz en sortie de la source, on parle donc de plasma froid. De plus, les vitesses de traitement peuvent être suffisamment élevées pour empêcher toute élévation de température de la surface traitée.

## Applications

### Traitement de surface
Les sources à plasma atmosphériques sont utilisées dans l'industrie pour activer (par amélioration de l'énergie de surface) et le nettoyage de surfaces plastiques et métalliques avant des étapes de collage, impression, peinture, vernissage... Selon le type de source, la flamme de plasma est large de 1 à 50 cm. La haute modularité de la vitesse et la puissance de traitement permettent à cette technologie le traitement de matériaux très fragiles et/ou fins sans les endommager. Elle est en outre facile à intégrer dans une ligne de fabrication. Il remplace alors des technologies de préparation de surface tel que le plasma sous vide, le sablage, l'utilisation de solvants, l'utilisation de primaire d'adhésion ou encore le traitement par effet corona. Il est aussi de plus en plus utilisé pour déposer des couches minces en utilisant le principe de dépôt en phase vapeur.

### Purification d'air
Le plasma atmosphérique est aussi utilisé, associé parfois à un catalyseur, pour la purification d'air grâce à son pouvoir super oxydant qui lui donne un intérêt en biologie, en médecine et en agriculture.

### Méthanation
L'utilisation d'un « plasma catalytique » (c'est-à-dire d'un « couplage plasma DBD (décharge à barrière diélectrique)/catalyseur », peu consommateur d'énergie) a été proposée pour le processus de méthanation par Magdalena Nizio en 2016 à l'université Pierre-et-Marie-Curie-Paris VI,. Ce plasma non thermique peut être activé par une « énergie électrique fournie au catalyseur via un courant sinusoïdal à haute tension (14 kV) ». Cette énergie produit des « streamers », responsables de la polarisation positive ou négative des sites catalytiques[réf. souhaitée], laquelle va relancer l'adsorption des réactifs du milieu sur le catalyseur, et d'autre part une désorption de l'eau du catalyseur (à basse température (moins de 200 °C), ce qui augmente aussi la durée d'activité du catalyseur). Selon Magdalena Nizio dans des conditions adiabatiques à 120 °C-150 °C la conversion du CO2 en CH4 est alors de 85 % environ, avec une sélectivité proche de 100 % (pour un gaz initial comprenant 20 % vol de CO2 et 80 % vol de H2.

### Biologie végétale
En 2017, des biologistes publié un article sur l'effet du contact avec tel plasma sur les mouvements induits sur des plantes telles que la plante carnivore Venus flytrap ou le Mimosa pudica. Le contact du plasma avec la plante induit un mouvement tel que celui qui est activé par un contact avec les mécano-capteurs de ces plantes (à l'intérieur ou à l'extérieur d'un lobe, d'une nervure médiane ou de cils chez Dionaea muscipula ; les test-contrôle et simulations indiquent que le flux de gaz et le rayonnement UV associés au plasma ne sont pas les principales explications. Ce sont les espèces réactives de l'oxygène (ROS) et les espèces réactives de l'azote (RONS ou RNS) produites par le plasma froid dans l'air seraient la cause principale de l'activation induite par le plasma des phytoactuateurs de ces plantes. Certains RONS sont connus comme molécules de signalisation qui contrôlent les processus de développement végétal. Il semble que des plasmas froids pourraient être un jour utilisé pour la protection des plantes contre certains  pathogènes.